# Жан-Клод Юнкер
Жан-Клод Ю̀нкер (на люксембургски: Jean-Claude Juncker, люксембургско произношение [ʒ̊ɑːŋ kloːd ˈjʊŋkɐ]) е люксембургски политик, председател на Европейската комисия от 1 ноември 2014 до 30 ноември 2019 г.
Той е министър-председател на Люксембург от 20 януари 1995 г. до 4 декември 2013 г. и председател на Еврогрупата от 1 януари 2005 г. до 21 януари 2013 г. Юнкер е най-дълго управлявалият правителствен ръководител в Европейския съюз – 18 г. 10 мес. 14 дни.
Юнкер е кандидатът на Европейската народна партия, или още спиценкандидат, за президентския пост в Комисията. В изборите за Европейския парламент ЕНП печели 220 от общо 751 места. На 27 юни Европейският съвет прави официална номинация на Юнкер за поста, и той е утвърден от Европейския парламент с 422 гласа от общо подадени 729. Предшественикът му Жозе Мануел Барозо сдава поста на 1 ноември 2014 г. В официално изложените приоритети, Юнкер подчертава създаването на цифровизиран единен пазар, развитието на енергийните връзки в Европейския съюз, договарянето на трансатлантическо търговско споразумение, продължаване на реформите в икономиката и монетарните институции. Обявено е, че социалните въпроси ще бъдат взети предвид и че ще се търси „планирана (целева) фискална способност“ в Еврозоната, както и че ще се водят преговори за ново споразумение с Великобритания. Юнкер е първият президент на ЕС, който провежда кампания за изборите, което е и съгласувано с новия Договор от Лисабон.

## Биография
Жан-Клод Юнкер е роден на 9 декември 1954 г. в градчето Реданж в западната част на страната, но израства в гр. Белво, Югозападен Люксембург. Баща му е работник в черната металургия. Учи известно време в Клерфонтен (дн. квартал на гр. Арлон), Белгия и завършва средното си образование в град Люксембург. След това следва право в Страсбургския университет, Франция, където получава магистърска степен през 1979 година. През 1980 година Юнкер получава адвокатски права, но никога не практикува професията, а се насочва към политическа дейност.
Политическата си кариера започва рано. През 1974 г. се присъединява към Християнската социална народна партия. През 1984 година, 30-годишен, за пръв път е избран за депутат, като става и министър на труда и делегиран министър по бюджета в правителството на Жак Сантер. От 14 юли 1989 година е министър на финансите в следващия кабинет на Сантер, която длъжност заема до 23 юли 2009 г. След избирането на Ж. Сантер за председател на Европейската комисия през 1995 г., Ж.-К. Юнкер оглавява правителството на Люксембург, като запазва министерските си длъжности. В качеството си на премиер на 2 пъти (през 1997 и 2005 година) председателства Европейския съвет и става първи председател на Еврогрупата (2005 – 2013).
Малко преди изборите през 1989 г. Юнкер е сериозно ранен при пътна катастрофа и прекарва 2 седмици в кома.
Юнкер е несменяем ръководител на правителството на страната в продължение на 18 години, както и финансов министър за 20 години. През юли 2013 г. връчва оставката си от премиерския пост на държавния глава – великия херцог Анри, след шумен медиен скандал, свързан с разкритията за редица нарушения и злоупотреби в разузнавателната служба SREL на страната, продължавали с години.
На 27 юни официално е номиниран от Европейския съвет за председател на новата Европейска комисия, която предстои да бъде сформирана и гласувана.
На 5 юли 2014 г. Европейският парламент с тайно гласуване избира Юнкер на длъжността председател на Европейската комисия. Встъпва в длъжност през ноември същата година. Юнкер е председател на ЕК по време на Българското председателство на ЕС, което той определя в интервю за БНР като „изключително успешно“.

## Отличия

### Почетни докторати
- 1998: Почетен доктор на Университета в Маями
- 2001: Почетен доктор на Университета в Мюнстер
- 2003: Почетен доктор на Букурещкия университет
- 2004: Почетен доктор на Тракийския университет „Демокрит“
- 2007: Почетен доктор на Университета „Роберт Шуман“ в Страсбург
- 2008: Почетен доктор на Питсбъргския университет
- 2010: Почетен доктор по медицина на Университета „Леополд Францен“ в Инсбрук
- 2011: Почетен доктор на Факултета по право на Атинския университет
- 2012: Почетен доктор на Университета на Шефилд
- 2013: Почетен доктор на Университета на Порто
- 2017: Почетен доктор на Солунския университет „Аристотел“
- 2017: Почетен доктор на Саламанкския университет
- 2017: Почетен доктор на Университета на Коимбра